# Weston Adams
Temple de la renommée : 1972
Weston Woollard Adams (né le 9 août 1904 à Springfield aux États-Unis - mort le 19 mars 1973) est une personnalité du hockey sur glace qui a été président des Bruins de Boston dans la Ligue nationale de hockey.
Adams étudie à l'université Harvard où il joue au poste de gardien de but dans l'équipe de hockey. En 1932, il devient président des Tigers de Boston dans la Canadian-American Hockey League qui sont alors le club-école des Bruins de Boston, franchise de la Ligue Nationale de hockey fondée par son père, Charles Adams, en 1924. Il est également impliqué dans d'autres sport et notamment comme secrétaire de l'équipe de baseball des Boston Braves. Il prend ensuite la succession de son père à la tête des Bruins en 1936. Sous sa présidence, l'équipe remporte la Coupe Stanley à deux reprises, en 1939 et 1941. Il laisse sa place à Walter Brown en 1951 mais reprend sa place lors de la mort de celui-ci en 1964. Il cesse définitivement d'occuper le poste de président des Bruins en 1969, son fils reprenant alors le rôle. 
Adams est intronisé au temple de la renommée du hockey à titre de bâtisseur en 1972 et meurt en 1973. En 1974, il reçoit à titre posthume le trophée Lester-Patrick qui est remis à un individu ou à groupe d’individus pour services rendus au hockey aux États-Unis.